# Tomoko Muramacuová
Tomoko Muramacuová (japonsky 村松 智子, * 23. října 1994 Tokio) je japonská fotbalistka.

## Reprezentační kariéra
Za japonskou reprezentaci v letech 2015 až 2016 odehrála 4 reprezentační utkání.

## Statistiky
| Japonsko | Japonsko | Japonsko |
| Roky     | Záp.     | Góly     |
| -------- | -------- | -------- |
| 2015     | 2        | 0        |
| 2016     | 2        | 0        |
| Celkem   | 4        | 0        |

## Úspěchy

### Reprezentační
- Mistrovství světa do 17 let:  2010